# Клименко, Владимир Викторович
Влади́мир Ви́кторович Климе́нко (род. 26 ноября 1949, Москва) — советский и российский учёный-физик. Доктор технических наук (1985), профессор (1988), академик РАН (2022, член-корреспондент с 2008). Главный научный сотрудник, руководитель НИЛ глобальных проблем энергетики МЭИ (с 1988).

## Биография
В 1966 году с золотой медалью окончил среднюю школу № 46 Москвы и поступил на факультет промышленной теплоэнергетики Московского энергетического института (МЭИ).
1966—1972 годы — студент, 1972—1975 годы — аспирант МЭИ. В 1975 году защитил кандидатскую диссертацию на тему «Исследование переходного и плёночного кипения криогенных жидкостей».
С 1975 года работал на кафедре криогенной техники МЭИ: младший научный сотрудник, ассистент (1977), старший научный сотрудник (1978), ведущий научный сотрудник (1987), профессор (1988).
В 1985 году защитил докторскую диссертацию на тему «Процессы двухфазного теплообмена с жидкими криоагентами (кипение в вынужденном потоке, переходное кипение в большом объёме) и разработка оптимальных методов их расчёта».
В 1988 году организовал и возглавил Лабораторию глобальных проблем энергетики в МЭИ (в 1989—1997 годах в составе Института проблем безопасного развития атомной энергетики РАН).
В 1977—1978 годах стажёр Отделения инженерных наук Оксфордского университета (Великобритания). В 1988—1989 годах приглашённый профессор Технического университета Хельсинки (Финляндия).
В 1991—93, 1996, 1998, 2002, 2004, 2006, 2010, 2012-18 годах — стипендиат Фонда Александра фон Гумбольдта (Германия), работал в Вестфальском (г. Мюнстер) и Рейнском (г. Бонн) университетах.
Член Международной Академии наук, Российской и Международной академий холода, член Русского географического общества, Национального географического общества США.
Брат — академик А. В. Клименко (род. 1947).

## Научная деятельность
В. В. Клименко внёс крупный вклад в исследования теплообмена при кипении и течении двухфазных потоков. Им выполнен большой цикл экспериментальных работ по переходному и плёночному кипению в большом объёме. Предложена гипотеза об аналогии между процессами теплообмена при плёночном кипении и вынужденном обтекании тела потоком газа, на основе которой разработана единая теория плёночного кипения в большом объёме и предложены соотношения для интенсивности теплоотдачи на поверхностях произвольного размера и ориентации при давлениях от тройной точки до критического.
Проведены обширные экспериментальные исследования теплообмена при вынужденном двухфазном течении в каналах различной ориентации. На основе обобщения всего доступного в настоящее время экспериментального материала были получены универсальные соотношения для расчёта теплообмена в каналах произвольного размера и ориентации. Эти соотношения получили широкое признание в мире, они были внесены в справочные издания и учебные пособия не только в нашей стране, но также в США, Индии, Японии и Канаде.
Выполнен большой цикл исследований кризиса плёночного кипения в большом объёме, установлена зависимость положения точки кризиса от давления, рода жидкости, материала поверхности нагрева, её размера и конфигурации. Разработаны соотношения для расчёта положения точки кризиса плёночного кипения, описывающие все без исключения известные экспериментальные данные.
По его инициативе в 1988 году была создана Лаборатория глобальных проблем энергетики, первая в нашей стране начавшая широкие междисциплинарные исследования процессов взаимодействия производства и потребления энергии на окружающую среду и климат, создание и сопровождение комплексных баз данных по основным антропогенным и естественным факторам климата, построение прогнозов отдалённых последствий развития мировой энергетики.
Разработана общая схема взаимодействия антропогенной деятельности и климата, впервые выявлена роль большой энергетики в современных климатических изменениях, а также сопоставлено влияние антропогенных и естественных факторов. Была высказана гипотеза о насыщении потребности в энергии в условиях современного индустриального общества и о связи уровня насыщения с климатическими и географическими параметрами. На основе этой гипотезы ещё в конце 1980-х годов был разработан генетический прогноз развития мировой энергетики, обнаруживший прекрасное совпадение с реальными данными за последнюю последние 35 лет. В результате тщательного анализа исторических рядов потребления органического топлива и других видов антропогенной деятельности, сопровождающихся поступлением серы и азота в атмосферу, были впервые реконструированы ряды эмиссии оксидов серы и азота с начала индустриальной эпохи и построены их прогнозы на ближайшие десятилетия, тем самым была создана научная база для корректной оценки вклада в глобальный тепловой баланс наименее определённых в настоящее время составляющих — тропосферного сульфатного аэрозоля и тропосферного озона.
Была построена боксово-диффузионная модель глобального круговорота углерода, учитывающая реальную историю антропогенной эмиссии углерода, а также имеющая улучшенное описание взаимодействия атмосферы и биосферы. С помощью этой модели оказалось возможным дать прогноз текущей концентрации СО2 в атмосфере с начала 1990-х годов с относительной ошибкой в пределах 0,3 % от реальных значений и высказать предположение, что удвоение доиндустриальной концентрации СО2 невозможно в течение ближайших двух столетий.
Был проведён тщательный анализ главных геофизических факторов, влияющих на изменение глобального климата — солнечной и вулканической активности, индекса Южного колебания. Этот анализ, основанный на сборе и экстраполяции как данных инструментальных наблюдений, так и косвенных сведений, относящихся к более ранним эпохам, позволил с заблаговременностью в двадцать лет предсказать наступление векового минимума солнечной активности и дать точный прогноз её экстремумов в в прошлых, 23-м и 24-м циклах и текущем, 25-м. Также было показано, что наблюдаемое в конце XX— начале XXI веков учащение тёплых океанических эпизодов («супер Эль-Ниньо») не является уникальным, поскольку сходный эпизод имел место и в конце XVII века.
Разработанная Клименко простая модель климата воспроизводит в деталях все важнейшие климатические события позднего голоцена (последние 5 тыс. лет), включая период современных инструментальных наблюдений (с 1850 года). Эта модель позволила дать беспрецедентный по точности прогноз среднеглобальной температуры на три прошедших десятилетия, отличающийся всего на 0,03 °С от реальных значений, и предсказать временную остановку глобального потепления в начале XXI века. Согласно более дальним прогнозам, рост среднеглобальной температуры не должен превысить 1 °С в течение нынешнего столетия, что исключает сценарий глобальной климатической катастрофы. Этот вывод имеет огромное значение для разработки национальной и международной стратегии развития энергетики, выполнения Россией её обязательств, следующих из Киотского протокола (1997) и Парижского соглашения (2015). Модель успешно используется также для прогноза климата и экологической обстановки в различных регионов РФ (Центрального, Северного, Ямало-Таймырского, Дальневосточного и др.).
В. В. Клименко ведёт интенсивные палеоклиматические исследования с использованием различных методов — палинологии, дендрохронологии, исторической климатологии (анализа древних текстов). Результатом этих работ в частности, явились реконструкции климата Арктики за последние 2000 лет, Центральной России за последние полтора тысячелетия, Амуро-Зейского междуречья за последние 5 тыс. лет. Им были построены климатические карты Северного полушария для тёплой эпохи средневековья (X—XII веков) и холодной эпохи ранней античности (VI—III века до н. э.). На основе анализа исторических источников было установлено, что климат российской Арктики в течение последних 500 лет испытывал неоднократные резкие колебания.
В работах В. В. Клименко впервые проведён исчерпывающий сравнительный анализ хронологии климатических и исторических событий, охватывающий разделы всемирной истории от неолитической революции до позднего средневековья. Эти исследования устанавливают существование поразительной синхронности климатических и исторических событий во всех частях света, заставляющей вполне серьёзно относится к влиянию климата на исторический процесс. Главным выводом этих работ является положение о том, что эпохи локального ухудшения климата (похолодание или уменьшение количества осадков) являются эпохами, в максимальной степени благоприятствующими духовному и материальному прогрессу.
В 2003 и 2010 годах ему присуждалась премия МАИК «Наука/Интерпериодика» за серию публикаций по глобальным энергетическим и экологическим проблемам, в 2007 году — Национальная экологическая премия Российской Федерации за достижения в области экологии и вклад в устойчивое развитие страны.
В. В. Клименко — основатель научной школы «Энергетика и климат», им было подготовлено 15 кандидатов и докторов наук.

### Основные научные труды
Опубликовал более 400 научных работ по теплофизике, энергетике, палеоклиматологии, моделированию глобальных процессов, общей и российской истории, в том числе 15 монографий, среди которых:
- Аметистов Е. В., Клименко В. В., Павлов Ю. М. Кипение криогенных жидкостей. — М.: Энергоатомиздат, 1995. — 400 с. — ISBN 5-283-00265-9.
- Клименко В. В., Клименко А. В., Андрейченко Т. Н. Энергия, природа и климат. — М.: Изд-во МЭИ, 1997. — 216 с. — ISBN 5-7046-0171-5.
- Клименко В. В. Климат средневековой тёплой эпохи в Северном полушарии. — М.: Изд-во МЭИ, 2001. — 100 с. — 500 экз. — ISBN 5-7046-0647-4.
- Клименко В. В. Холодный климат ранней субатлантической эпохи в Северном полушарии. — М.: Изд-во МЭИ, 2004. — 144, [20] с. — ISBN 5-7046-0953-8.
- Кульпин Э. С., Клименко В. В., Пантин В. И., Смирнов Л. М. Эволюция российской ментальности. — М.: ИАЦ Энергия, 2005. — 194 с. — (Социоестественная история. Генезис кризисов природы и общества в России). — 300 экз. — ISBN 5-98420-016-3.
- Коротаев А. В., Клименко В. В., Прусаков Д. Б. Возникновение ислама: Социально-экологический и политико-антропологический контекст. — М.: ОГИ, 2007. — 112 с. — 1000 экз. — ISBN 5-94282-104-6.
- Клименко В. В. Климат: непрочитанная глава истории. — М.: Изд-во МЭИ, 2009. — 408 с. — 600 экз. — ISBN 978-5-383-00362-6.
- Клименко В. В., Терешин А. Г., Микушина О.В,. Борисова Е. А., Митрова Т. А. Перспективы экспорта энергоресурсов из России: социокультурные, экологические и технологические аспекты. — М.: ИД Энергия, 2017. — 300 экз.

#### Избранные статьи
- Слепцов А. М., Клименко В. В. Обобщение палеоклиматических данных и реконструкция климата Восточной Европы за последние 2000 лет Архивная копия от 26 декабря 2017 на Wayback Machine // История и современность. 2005. № 1. Архивная копия от 26 декабря 2017 на Wayback Machine
- Клименко В. В., Астрина Н. А. Документальные свидетельства сильных колебаний климата российской Арктики в XV—XX вв. Архивная копия от 26 декабря 2017 на Wayback Machine // История и современность. 2006. № 1. Архивная копия от 26 декабря 2017 на Wayback Machine
- Клименко В. В., Терешин А. Г., Микушина О. В. Мировая энергетика и климат планеты в XXI веке в контексте исторических тенденций Архивная копия от 13 июня 2018 на Wayback Machine // Российский химический журнал (ЖРХО им. Д. И. Менделеева). 2008. Т. LII. № 6. С. 11-18.
- Клименко В. В., Мацковский В. В., Пахомова Л. Ю. Колебания климата высоких широт и освоение Северо-Восточной Европы в Средние века Архивная копия от 26 декабря 2017 на Wayback Machine // История и современность. 2012. № 2(16). Архивная копия от 26 декабря 2017 на Wayback Machine
- Клименко В. В., Терешин А. Г. Мировая энергетика и глобальный климат в XXI веке в контексте исторических тенденций: Пределы роста // Универсальная и глобальная история. Эволюция Вселенной, Земли, жизни, общества / Под ред. Л. Е. Гринина, И. В. Ильина, А. В. Коротаева. — Волгоград: Учитель, 2012. — С. 608–621. — 688 с. — (Библиотека факультета глобальных процессов МГУ). — 500 экз. — ISBN 978-5-7057-3237-1.

## Награды и звания
- Заслуженный деятель науки Российской Федерации (6 августа 2025 года) — за вклад в развитие науки и многолетнюю добросовестную работу[18].
- Почётный энергетик РФ (2005).
- Почётный работник науки и техники РФ (2009).
- Лауреат премии имени Г. М. Кржижановского — за цикл научных работ по теме «Обоснование приоритетных направлений научно-технологического развития энергетики России в условиях глобальных климатических изменений и геополитической нестабильности» (2023).